# Red de bambú
El término «red de bambú» se refiere a las conexiones entre negocios operados por la comunidad china esparcida por el sudeste asiático. La red de compañías chinas en el extranjero constituye por sí sola el grupo empresarial privado dominante fuera de Asia Oriental. Enlaza comunidades empresariales chinas en Birmania, Malasia, Indonesia, Tailandia, Vietnam, las Filipinas, y Singapur con las economías de la Gran China, (China Continental, Hong Kong, Macao, y Taiwán). El grupo étnico chino juega una función principal en  el sector empresarial de Asia al dominar la economía de la región en la actualidad, y constituye la élite económica a través de los mayores países del sudeste asiático. Los chinos han sido una minoría próspera y económicamente potente durante centenares de años, y hoy ejercen una influencia económica considerable en la región. Los chinos ejercen una enorme influencia económica sobre sus contrapartes del sudeste asiático y juegan una función crítica en mantener las regiones económicamente vitales y prósperas. Desde inicios del siglo XXI, el sudeste asiático poscolonial se ha convertido en un pilar importante de la economía china en el exterior, ya que la red de bambú es un importante símbolo que manifiesta la avanzada económica internacional extendida por China continental.

## Estructura
A medida que las comunidades chinas crecieron y se desarrollaron en el sudeste asiático bajo el mandato de los poderes coloniales europeos, comerciantes y mercaderes chinos empezaron a desarrollar elaboradas redes empresariales para crecer y sobrevivir. Estas redes proporcionaron los recursos para la acumulación de capital, información de marketing, y distribución de bienes y servicios entre las comunidades empresariales chinas a través del sudeste asiático. Los negocios chinos en el extranjero son normalmente de propiedad familiar y dirigidos a través de una burocracia centralizada. La familia se convierte en la pieza central de las actividades empresariales y proporciona capital, trabajo y administración. La fortaleza de una empresa familiar recae en la flexibilidad de las decisiones que toma y la dedicación y lealtad de su fuerza laboral. Los negocios son normalmente dirigidos como negocios familiares para bajar los costes de transacción cuando se pasan de una generación a la próxima. Muchas compañías generalmente exhiben un fuerte espíritu empresarial, parentesco familiar, liderazgo autocrático, intuitivo, parsimonioso, y un rápido poder decisional, así como una administración paternalista y una cadena continua de órdenes jerárquicos. Tales empresas típicamente operan negocios de tamaño pequeño y mediano más que ser grandes conglomerados corporativos, más típicamente dominantes en la cultura empresarial de otros países asiáticos como Japón y Corea del Sur. El comercio y la financiación está guiada como extensiones de los clanes familiares tradicionales y se priorizan las relaciones personales sobre las formales. Esto promueve una comunicación comercial y una transferencia más fluida de capitales en una región donde la regulación financiera y el estado de derecho tienen menores niveles de desarrollo. La red de bambú es también transnacional, lo que significa que canalizar el movimiento de capital, información, y bienes y servicios pueda promover una flexibilidad relativa y eficacia entre los acuerdos y transacciones formales efectuadas por las empresas familiares. Las relaciones empresariales están basadas en el paradigma confucianista de guanxi, el concepto chino para referirse a cultuvar las relaciones personales como un ingrediente para el éxito empresarial. La red de bambú ha sido fuertemente influida por el confucianismo, una antigua filosofía china desarrollada por filósofo Confucio en el siglo V a.D. que promueve la piedad filial y el pragmatismo con respecto al contexto empresarial. El confucianismo sigue siendo una fuerza filosófica legitimadora para el mantenimiento de la identidad corporativa y el entorno social de una empresa. El fomento del guanxi también se ha atribuido como un mecanismo importante para la implementación de estrategias comerciales cooperativas dentro de la red de bambú. Para los chinos, una red fuerte siempre ha sido una pilar importante de cultura empresarial china, siguiendo la creencia del confucianismo respecto a la incapacidad de los individuos para sobrevivir por sí solos.
La red de bambú ha servido como una forma distintiva de organización económica a través de la cual grupos de empresarios étnicos, comerciantes, inversionistas, financieros y empresas familiares chinos, así como redes empresariales estrechamente unidas se han expandido gradualmente y han llegado a dominar la economía del sudeste de Asia. La red de bambú también incluye el sustrato estructural de compañías, clanes y aldeas vinculadas por vínculos étnicos de consanguinidad, familia y lugar de origen como parte de una red de bambú mayor a nivel global. Tener una herencia étnica común, un idioma compartido, lazos familiares y raíces ancestrales ha llevado a los empresarios chinos de ultramar a hacer negocios entre ellos en lugar de con sus pares en los países anfitriones. Las compañías de propiedad de los chinos de ultramar son una fuerza económica importante y dominan los sectores comerciales privados en cada país del sudeste asiático hoy en día.

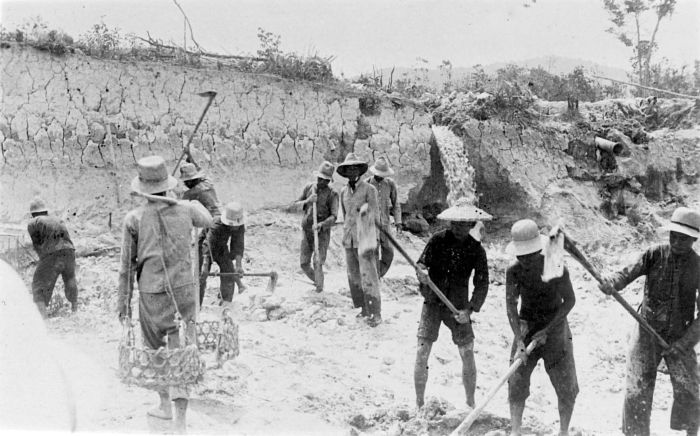
Un gran número de inmigrantes chinos trabajaron en plantaciones de caucho y minas de estaño en Indonesia, Malasia y Tailandia, mientras que otros tantos instalaron pequeñas tiendas de provisión para subsistir en el exterior.

Muchos emprendedores inmigrantes chinos se han sentido atraídos por la promesa de una gran riqueza y fortuna, mientras que otros han sido impulsados por el hambre y la guerra. Los mercaderes, artesanos y obreros empobrecidos sin tierra de China cruzaron el Mar de China Meridional en busca de nuevas tierras para alcanzar sus destinos financieros. Formaron barrios chinos para su autosuficiencia, desarrollo económico, y promoción y protección de sus intereses empresariales. Aunque existieron inmensas dificultades, muchos emprendedores chinos de ultramar, gracias a la astucia empresarial, perspicacia para invertir, disciplina y perseverancia lograron salir de la pobreza y construir una vida mejor para ellos y sus familias. Los empresarios chinos de ultramar que han dado forma al mundo de los negocios del sudeste asiático en el siglo XX han engendrado famosos éxitos de riqueza como el comerciante de Malasia, Robert Kuok, el multimillonario chino, Liem Sioe Liong, y el magnate de Hong Kong, Li Ka-shing. Muchos de estos empresarios provienen de orígenes humildes y poseían poca riqueza inicial, construyeron sus negocios desde cero y contribuyeron a la economía local en el proceso. Cada uno comenzó a adquirir riqueza y construyó su fortuna a partir de negocios tan poco inspiradores como un almacén de venta de azúcar en Malasia, una tienda de fideos en una aldea en Indonesia y operar fábricas de flores de plástico en Hong Kong. Estos incipientes empresarios e inversores chinos de ultramar comenzaron como comerciantes ambulantes, vendedores ambulantes, vendedores ambulantes y comerciantes. Muchos pronto se adentrarían en los bienes raíces y luego reinvertirían sus ganancias en cualquier negocio que consideraran rentable. Muchas de estas pequeñas y medianas empresas se han convertido en conglomerados gigantescos, que contienen un paraguas de numerosos intereses organizados en una docena de subsidiarias altamente diversificadas. Con el inicio de la globalización en el siglo XXI, muchos empresarios chinos de ultramar han globalizado activamente sus operaciones domésticas y se han convertido en competidores mundiales en diversas industrias comerciales como servicios financieros, bienes raíces, fabricación de prendas de vestir y cadenas hoteleras. Desde Tailandia hasta Myanmar e Indonesia, empresas familiares chinas supervisan imperios comerciales multimillonarios que se extienden desde Shanghái hasta lugares como Kuala Lumpur y Ciudad de México. Los empresarios e inversionistas chinos de ultramar son actores importantes y han contribuido sustancialmente al desarrollo económico de sus países anfitriones en el sudeste asiático. Gran parte de la actividad comercial de la red de bambú se centra en las principales ciudades de la región, como Mandalay, Yakarta, Singapur, Bangkok, Kuala Lumpur, Ciudad Ho Chi Minh, y Manila.

## Historia
La red de bambú  ha desempeñado un papel importante en la revitalización de la vida comercial del sudeste asiático, ya que el sudeste asiático poscolonial se ha convertido en un pilar importante de la economía china desde principios del siglo XX. Históricamente, los chinos dominaron el comercio y la vida comercial del sudeste asiático y han sido una minoría económicamente poderosa y próspera en los países de ultramar durante cientos de años antes de la era colonial europea.
La influencia comercial de los comerciantes y mercaderes chinos en el sudeste asiático se remonta por lo menos al siglo III d. C., cuando se enviaron misiones oficiales a países en los mares del sur. Las comunidades de chinos en el extranjero, distintas y estables, se convirtieron en una característica del sudeste asiático a mediados del siglo XVII en las principales ciudades portuarias de Indonesia, Tailandia y Vietnam. Hace más de 1500 años, los comerciantes chinos comenzaron a navegar hacia el sur en dirección al sudeste asiático en busca de oportunidades comerciales y riqueza. Estas áreas eran conocidas como Nanyang o los mares meridionales. Muchos de los que salieron de China eran chinos del sur de Han que incluían a pueblos como los hokkien, teochew, cantoneses, hakka y hainaneses, que tienen su ascendencia en las provincias costeras del sur de China, principalmente conocidas en la actualidad como Cantón, Fujian y Hainan. Los chinos establecieron pequeños puestos comerciales, que con el tiempo crecieron y prosperaron junto con su presencia, llegando a controlar gran parte de la economía en el sudeste asiático. Los períodos de gran emigración enviarían oleadas de chinos al sudeste asiático, ya que generalmente coincidían con condiciones particularmente pobres, como grandes episodios de conflictos dinásticos, levantamientos políticos, hambruna e invasiones extranjeras en el país. El malestar y la agitación periódica a lo largo de las sucesivas dinastías chinas fomentaron la emigración a lo largo de los siglos. A principios del siglo XV, el almirante chino de la dinastía Ming, Zheng He, bajo el emperador Yongle, lideró una flota de trescientos barcos alrededor del sudeste asiático durante los viajes del tesoro de Ming. Durante su expedición marítima a través del sudeste asiático, Zheng descubrió un enclave de chinos de ultramar que ya prosperaban en la isla de Java, Indonesia. Además, el comercio exterior en el reino de Tabanan fue dirigido por un solo chino rico llamado Subandar, que tenía un monopolio real a cambio de un tributo adecuado con el resto de la pequeña comunidad china que actuaba como sus agentes.
Desde 1500, el sudeste asiático ha sido un imán para los emigrantes chinos, donde han desarrollado estratégicamente una red de bambú que ha trascendido las fronteras nacionales. Los chinos eran una minoría comercial entre muchos otros, incluidos los guyaratíes, Chettiar, portugueses y japoneses hasta mediados del siglo XVII. Posteriormente, el daño a las redes comerciales rivales de los ingleses y holandeses en el océano Índico permitió a los emprendedores chinos asumir los roles que una vez tuvieron los japoneses en la década de 1630. Los chinos de ultramar en el sudeste asiático pronto se convertirían en los únicos compradores y vendedores indispensables para las grandes empresas europeas. Para la década de 1700, los chinos de ultramar eran la única minoría comercial sin rival en todo el sudeste asiático, habiendo contribuido significativamente al dinamismo económico y la prosperidad de la región, habiendo servido de catalizador para el crecimiento económico regional. La colonización del sudeste asiático por las potencias europeas de los siglos XVI al XX abrió la región a un gran número de inmigrantes chinos, la mayoría de los cuales se originaron en el sureste de China. El mayor de ellos fueron los hakka de las provincias de Fujian y Cantón. Los incrementos sustanciales en la población china de ultramar del sudeste asiático comenzaron a mediados del siglo XVIII. Los emigrantes chinos del sur de China se establecieron en Camboya, Indonesia, Malasia, Filipinas, Singapur, Tailandia, Brunéi y Vietnam en búsqueda del éxito empresarial. Establecieron al menos una república bien documentada como un estado tributario durante la dinastía Qing, la República de Lanfang, que duró desde 1777 hasta 1884. Las poblaciones de chinos de ultramar en el sudeste asiático experimentaron un rápido aumento tras la victoria comunista en la guerra civil china en 1949, que obligó a muchos refugiados a emigrar de China causando una rápida expansión de la red de bambú.

## Aptitud económica

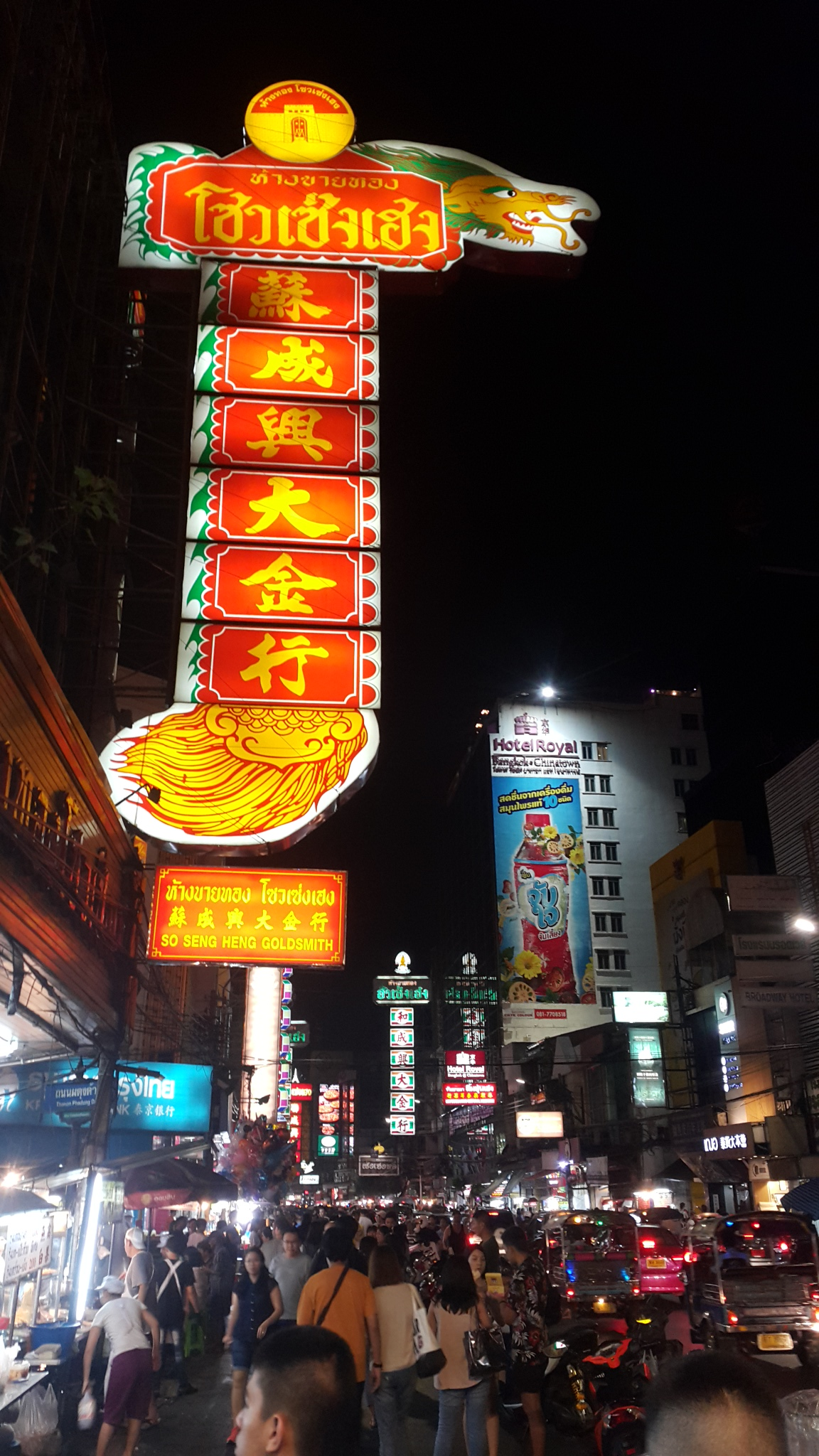
Señal luminosa en Yaowarat, el más grande de los barrios chinos de Bangkok.

Por todo el sudeste asiático, los chinos de ultramar son una poderosa minoría dominante económicamente, que ejerce una influencia desproporcionada en toda la región en relación con su pequeña población. Los empresarios e inversionistas chinos en el extranjero desempeñan un papel destacado y dominan el comercio y la industria en todas las economías del sudeste asiático en todos los niveles de la sociedad. Con menos del 10% de la población en el sudeste asiático, se estima que los chinos de ultramar controlan dos tercios del comercio minorista en la región y poseen el 80% de todas las empresas que cotizan en bolsa por capitalización bursátil.  El 86% de los multimillonarios del sudeste asiático son de ascendencia china. En 1991, el Banco Mundial estimaba que la producción económica total de los chinos de ultramar en el sudeste asiático era de unos 400 millones de dólares, aumentando a 600 millones en 1996. Los chinos étnicos controlan 500 de las corporaciones más grandes del sudeste asiático con activos que ascienden a 500 mil millones de dólares y activos líquidos adicionales por 2 billones. La comunidad china de ultramar controla colectivamente casi todas las industrias más avanzadas y lucrativas de las regiones. Los chinos de ultramar obtuvieron un poder económico aún mayor en el sudeste asiático durante la segunda mitad del siglo XX en medio de políticas capitalistas de laissez faire consagradas por los colonialistas europeos que eran propicias para los intermediarios chinos. El poder económico de los chinos étnicos en las economías del sudeste asiático ejerce un tremendo impacto en la renta per cápita de las regiones, la vitalidad de la producción económica y la prosperidad agregada. La poderosa influencia económica de los chinos ha desplazado por completo a sus contrapartes de la mayoría autóctona del sudeste asiático, manteniéndolos en una posición de sumisión económica. La cantidad desproporcionada de poder económico de los chinos de ultramar ha provocado resentimiento y amargura entre sus contrapartes de mayoría autóctona del sudeste asiático, quienes sienten que no pueden competir contra las empresas chinas en medio de sociedades capitalistas de libre mercado. Muchas de sus contrapartes mayoritarias autóctonas del sudeste asiático han impuesto mecanismos de discriminación inversa contra la minoría china para obtener un equilibrio más equitativo del poder económico.

### Crisis financiera asiática de 1997
Los gobiernos afectados por la crisis financiera asiática de 1997 introdujeron leyes que regulan el uso de información privilegiada, lo que llevó a la pérdida de muchas posiciones monopólicas mantenidas durante mucho tiempo por la elite empresarial china y debilitó la influencia de la red de bambú en la región. Después de la crisis, las relaciones empresariales eran más frecuentemente basados en contratos que en la confianza y los lazos familiares que tradicionalmente imperaron como valores empresariales en la red de bambú hasta entonces.

### SigloXXI
Tras la reforma económica china iniciada por Deng Xiaoping durante la década de 1980, los negocios de propiedad de la diáspora china empezaron a desarrollar lazos con compañías basadas en China continental. Un componente importante de la relación de China con los chinos de ultramar es de índole económica, ya que estos son una fuente importante de inversión y capital financiero para la economía china. Los chinos de ultramar controlan hasta 2 billones de dólares en efectivo o activos líquidos en la región y tienen una considerable cantidad de riqueza para estimular el crecimiento económico de China, y representan los inversores directos más grandes en China continental. Los negocios de la red de bambú han establecido más de 100 mil empresas conjuntas e han invertido más de 50 mil millones de dólares en China, influenciados por afinidades étnicas, culturales y lingüísticas compartidas y existentes. Los chinos de ultramar también desempeñan un papel importante en el avance económico de China continental, siendo las relaciones entre esta y la diáspora china en el sudeste asiático excelentes, alentadas por lazos cercanos debido a orígenes ancestrales comunes, así como a la ética y los valores tradicionales chinos. Los chinos de ultramar en el sudeste asiático controlan colectivamente un diferencial económico de 700 mil millones de dólares con una riqueza combinada de 3,5 mil millones de dólares, mientras financian el 80% de los proyectos de inversión extranjera de China continental. Desde principios del siglo XXI, el sudeste asiático poscolonial se ha convertido en un pilar importante para la economía internacional china de ultramar. Además, la transformación de China en potencia económica mundial en el siglo XXI ha llevado a una inversión en esta relación. En un intento por reducir su dependencia de los valores del Tesoro de los Estados Unidos, el gobierno chino, a través de sus empresas estatales, cambió su enfoque hacia las inversiones extranjeras. El proteccionismo en los Estados Unidos ha dificultado que las empresas chinas adquieran activos estadounidenses, fortaleciendo el papel de la red de bambú como uno de los principales receptores de inversiones chinas.